# Кайбаликендская резня
Кайбаликендская резня (арм. Գայբալուի կոտորած) — массовое убийство 600 жителей армянского селения Кайбаликенд и небольших соседних деревень с преимущественно армянским населением: Киркиджан, Джамилли и Пахлул, на территории Нагорного Карабаха, происходившее 5-7 июня 1919 года. Резня была организована азербайджанским генерал-губернатором Карабаха Хосров-беком Султановым и его братом Султан-бек Султановым, командовавшим нерегулярной курдско-азербайджанской конницей.

## Предыстория
15 января 1919 года английское командование в лице генерала У. Томсона и по настоянию Фатали Хан Хойского, до окончательного решения спорных вопросов на Парижской мирной конференции, утвердило временным генерал-губернатором Карабаха и Зангезура (контроль Азербайджана над Зангезуром установлен не был) Хосров-бека Султанова. Первая Республика Армения осудила данный шаг как «нарушение территориальной целостности страны». Министр иностранных дел Армении С. Тигранян заявил У. Томсону, что Карабах считает себя частью Республики Армения и во время войны отстоял свою независимость, требуя аннулировать полномочия только что назначенного генерал-губернатора. Позиция руководства Азербайджана была прямо противоположной. Также, армяне были шокированы не только открытой поддержкой англичанами Азербайджана, но и самим выбором генерал-губернатора. Хосров-бек Султанов был известен своими пантюркистскими и армянофобскими взглядами (которые были также известны и англичанам) и участием в резне армян в Баку в сентябре 1918 года. Позднее, У. Томсон смог уговорить генерала Андраника прекратить наступательные действия на Шушу, обещав тому, что все спорные вопросы будут решены на Парижской конференции.
IV съезд армян Карабаха, организованный временной администрацией Армении в Шуше, и заседавший в период с 10 по 19 февраля, а затем и V съезд (заседавший в период с 23 по 29 апреля), отказались подчиняться условиям Баку признать власть Азербайджана над Карабахом, несмотря на давление и различные уговоры со стороны англичан, принявших про-азербайджанскую позицию. Одним из условий руководства Армении был вывод азербайджанских войск и установление контроля над Карабахом со стороны англичан до принятия окончательного решения о принадлежности территории.
Султанов при попустительстве англичан блокировал сообщение и торговлю Нагорного Карабаха с равнинным, чем вызвал в Нагорном Карабахе голод. Одновременно с этим, он организовал нерегулярные курдско-татарские конные отряды под руководством двух своих братьев.
На протяжении весны 1918 года, представитель Англии (преемником Томсона стал полковник Д. И. Шаттлворт) пытался урегулировать территориальный спор с посланниками от Армении. Позиция англичан заключалась в том, чтобы Армения признала власть Азербайджана над Карабахом пускай, по утверждению самих англичан, временно. Однако позиция армян была непреклонной. В частности, для доказательства своей правоты, они предлагали провести на территории Нагорного Карабаха соответствующий референдум. 
В начале июня Азербайджан увеличил контингент войск в Нагорном Карабахе. 3 июня азербайджанские формирования окружили армянские кварталы в Шуше, поставив ультиматум Армянскому совету Нагорного Карабаха о полной капитуляции и сдачи города. Армяне ответили отказом и на следующий день, 4 июня силы Султанова начали обстрел города, однако их попытки взять под свой контроль армянские кварталы оказались безуспешными, и к ночи стороны были разведены англичанами.

## Ход резни
В связи с неудачей в Шуше, Хосров-бек обратился за помощью к своему брату, — Султан-беку Султанову, под командованием которого находилось около 2000 человек нерегулярной курдско-татарской конницы.  
Утром 5 июня крупная банда атаковала Кайбаликенд, стратегически важное армянское селение в трёх километрах от Шуши. Вооружённые жители отражали нападения весь день. Позже, атаку поддержали регулярные азербайджанские части, контролировавшие предместья Шуши, и к ночи Кайбаликенд был разграблен и сожжён, а большинство его жителей зверски убиты. По данным британского офицера, из 700 жителей, в живых осталось лишь 11 мужчин, 87 женщин и детей. Более того, сама резня, по его словам, была видна из резиденции Султанова в Шуше. 
После этого, нападавшие атаковали небольшие соседние деревни Киркиджан, Джамилли, Пахлул и некоторые другие более удаленные. Другой английский офицер убедил 200 курдских всадников прекратить нападения, утверждая, что приказ исходит от Султанова. Когда через несколько дней столкновения прекратились, деревни лежали в руинах, и по оценкам, около 600 армян было убито.

## Последствия
По мнению британского историка Кристофера Уолкера, организация и осуществление массовых убийств мирного населения стало возможным с молчаливого одобрения англичан.
Известия о резне в Карабахе вызвали протесты у правящих кругов Армении, Армянской апостольской церкви и армянских общин по всему Кавказу. Генерал-майора Джорджа Нортона Кори, командующего английскими войсками в Закавказье, призывали защитить армян Карабаха и наказать Султанова, исполнителя преступления.
В Эривани и Тифлисе прошли многотысячные акции протеста. В Эривани все политические силы объединились в своём осуждении произошедшей резни. В Тифлисе митинг возглавил Ованес Туманян.
Согласно американскому исследователю из Калифорнийского университета Ричарду Ованисяну и британскому историку Уолкеру, представители Америки в Закавказье поддержали протесты армян и строго осудили британских представителей, потворствующих азербайджанским властям. Несмотря на публичные призывы англичан к снятию с должности для предъявления дальнейшего обвинения в организации резни, Султанов, однако, был вскоре восстановлен и оставался генерал-губернатором до апреля 1920 года.